# Stiftung Lichterzellen
Die Stiftung lichterzellen ist eine deutsche Stiftung bürgerlichen Rechts, die bundesweit und im deutschsprachigen Ausland tätig ist. Sie setzt sich für die Erforschung der seltenen Krankheit Aplastische Anämie und der sehr seltenen Krankheit Paroxysmale nächtliche Hämoglobinurie ein, die beide häufig kombiniert auftreten.
Die Stiftung wurde im Dezember 2013 von Hans-Jürgen Riegel als Reaktion auf die Erkrankung der eigenen Tochter gegründet und finanziert sich aus Spendengeldern.

## Stiftungszwecke
Die Zwecke der Stiftung sind betroffenen Patienten und ihren Angehörigen Informationen und Hilfen anzubieten, die Krankheit bekannter zu machen und über sie aufzuklären, sowie die Forschung zu den beiden Krankheiten voranzutreiben.

## Projekte

### Notfallausweis und Patientenpass
Auf Anfrage versendet die Stiftung an betroffene Patienten einen Patientenpass und -ausweis. Der Patientenpass dient mit den medizinisch relevanten und auf die Krankheit abgestimmten Fakten als Information für einen Arzt im Notfall.

### Informationen
Die Stiftung bietet Patienten, Angehörigen und Interessierten Informationen über die Internetseite. Dort finden sich Informationen zu den Erkrankungen Aplastische Anämie und PNH, zu aktuellen Studien,
Videos, in denen spezialisierte Ärzte Patientenfragen beantworten, Tipps zum Leben und Umgang mit Aplastische Anämie und PNH, Informationen zu Kontakt- und Austauschmöglichkeiten, Ernährungstipps,
Erfahrungsberichte von Patienten, Informationen um die Stiftung.

### Zweitmeinungszuschuss
Gerade bei seltenen Krankheiten wie der Aplastische Anämie und der PNH ist das Einholen einer ärztlichen Zweitmeinung empfehlenswert. Spezialisierte Ärzte, die über ausreichende Erfahrung verfügen, sind ebenso selten, wie die Krankheiten selbst. So kann es vorkommen, dass Betroffene zu einem Termin anreisen und auswärts übernachten müssen. Die Krankenkassen übernehmen in der Regel die Kosten für den Arzttermin, die Reise- und Übernachtungskosten müssen Betroffene jedoch selbst tragen. Die Stiftung lichterzellen übernimmt die zusätzlichen Kosten auf Antrag, falls Patienten diese Kosten nicht aufbringen können und aus diesen Gründen einen Zweitmeinungstermin scheuen.

### Selbsthilfe-Forum
Die Stiftung stellt die Plattform zum Austausch bereit, das Forum ist moderiert und unabhängig und entspricht damit den Kriterien für Selbsthilfe-Internetforen der Nationalen Kontakt- und Informationsstelle zur Anregung und Unterstützung von Selbsthilfegruppen (NAKOS). Das Online-Forum der Stiftung hat Mitte 2018 über 12800 Einträge und steigende User-Zahlen. Es ist das einzige deutschsprachige Online-Forum zum Austausch für Patienten und Angehörige mit Aplastischer Anämie und PNH und wurde 2005 von Johannes Thimmel gegründet, der 2013 an den Komplikationen der Krankheit starb.

### Patienten-Helpline
Die Stiftung hat eine Sprechzeit für Patienten und Angehörige eingerichtet. Dort werden Patienten und Angehörige zu Themen um das Leben mit den Krankheiten beraten. Sie erhalten Informationen und emotionale Unterstützung.

### Basis-Kit
Um Patienten nach der Diagnosestellung eine schnelle Orientierung zu bieten, hat die Stiftung ein Kit zusammengestellt, in dem die Patienten Informationen zur Stiftung und ihren Angeboten, den Patientenausweis und -pass, einen USB-Stick mit Expertenvideos, ein Fatigue-Tagebuch sowie Adressen von spezialisierten Behandlungszentren und einen Schlüsselanhänger für Notfall-Tabletten finden.

### Forschung
In den Jahren 2014–2016 hat die Stiftung maßgeblich zum Aufbau des deutschen Registers für aplastische Syndrome und Telomeropathien an der RWTH Aachen beigetragen. Durch die Sammlung und Auswertung der Daten von Patienten mit Aplastischer Anämie konnten bereits neue Erkenntnisse über die Diagnostik und Behandlung der Aplastische Anämie gesammelt werden. Die Patienten, die eine Aplastische Anämie aufgrund einer Telomerlängenverkürzung haben, benötigen eine spezielle Therapie und eine spezialisierte Betreuung, die im Rahmen des Registers entwickelt werden konnte.

### lichterzellen-Forschungspreis
Der lichterzellen-Forschungspreis wird für besondere Forschungsarbeit aus Gebieten der Hämatologie, der Medizin, Pharmazie oder Biologie sowie aus dem Bereich Versorgungsforschung vergeben und ist mit 5000 € dotiert. Er wurde aus Mangel an Forschungsprojekten nur im Jahr 2018 vergeben.

## Öffentlichkeitsarbeit
Die Stiftung lichterzellen hat sich zum Ziel gesetzt, die Krankheiten Aplastische Anämie und PNH bekannter zu machen. Je bekannter die Krankheiten und die damit verbundenen Probleme sind, desto mehr Menschen sehen die Notwendigkeit und den Bedarf, betroffenen Menschen zu helfen und die Forschung voranzutreiben. Ebenso führt eine größere Bekanntheit dazu, dass Ärzte diese seltenen Krankheiten schneller in Betracht ziehen, sodass Patienten schneller eine Diagnose erhalten und so schneller einer Therapie zugeführt werden können. Auch das Verständnis für betroffene Patienten und ihre Familien soll so verbessert werden. Die Stiftung wird dabei u. a. unterstützt von Horst Lichter.

## Mitgliedschaften
Die Stiftung lichterzellen ist Mitglied im Bundesverband Deutscher Stiftungen und als Vertreter von Patienten in der globalen Patientenorganisation PNH Global Alliance und IPIG (International PNH Interest Group).